# 谢莫纳城钢铁工人足球俱乐部
谢莫纳城钢铁工人足球俱乐部（希伯來語：מועדון כדורגל הפועל עירוני קרית שמונה），简称基爾史莫納夏普爾，为以色列谢莫纳城的一个足球俱乐部。

## 历史
2000年，谢莫纳城钢铁工人足球俱乐部由原谢莫纳城工人足球俱乐部以及谢莫纳城马加比俱乐部合并而成。